# Vild med dans (sæson 17)
Den 17. sæson af Vild med dans blev sendt i efteråret 2020 på TV 2. Sæsonen startede 2. oktober 2020, og finalen fandt sted 19. december 2020 i produktionsstudiet på Vermundsgade i København.
Sarah Grünewald og Christiane Schaumburg-Müller var værter i denne sæson.
I denne sæson var der for første gang fem dommere; Marianne Eihilt, Britt Bendixen, Anne Laxholm, Nikolaj Hübbe og Jens Werner.Dette betød at deltagerne maksimalt kunne få 50 point, stedet for de kendte 40 point.

## Par
| #  | Kendt                | Profession            | Danser                  | Status        |
| -- | -------------------- | --------------------- | ----------------------- | ------------- |
| 12 | Lars Krogh Jeppesen  | Håndboldspiller       | Malene Østergaard       | Ude           |
| 11 | Kristian Bech        | Tv-vært               | Mille Funk              | Ude           |
| 10 | Vicky Knudsen        | Biolog                | Martin Parnov Reichardt | Ude           |
| 9  | Faustix              | DJ                    | Asta Björk Ivarsdottir  | Ude           |
| 8  | Janus Nabil Bakrawi  | Skuespiller           | Karina Frimodt          | Udgik         |
| 7  | Wafande              | Sanger                | Mie Martha Moltke       | Ude           |
| 6  | Hilda Heick          | Sangerinde            | Michael Olesen          | Ude           |
| 5  | Sara Bro             | TV - og radiovært     | Morten Kjeldgaard       | Ude           |
| 4  | Emili Sindlev        | Influencer            | Mads Vad                | Ude           |
| 3  | Nukâka Coster-Waldau | Sanger og skuespiller | Silas Holst             | Tredjepladsen |
| 2  | Albert Rosin Harson  | Skuespiller           | Jenna Bagge             | Andenpladsen  |
| 1  | Merete Mærkedahl     | Skuespiller           | Thomas Evers Poulsen    | Vindere       |

## Resultater
| Merete & Thomas  | 1  | 19 | 25 | 44 | 26 | 31 | 37 | 68 | 35 | 45 | 47 | 47+41=88 | 45+4=49 | 50+49=99 | 50+50+49=149 |  |  |
| Albert & Jenna   | 2  | 12 | 19 | 31 | 21 | 29 | 17 | 46 | 34 | 28 | 36 | 34+43=77 | 42+2=44 | 45+41=86 | 43+46+50=139 |  |  |
| Nukâka & Silas   | 3  | 17 | 20 | 37 | 33 | 33 | 26 | 59 | —  | 35 | 46 | 38+43=81 | 47+1=48 | 41+47=88 | 46+44+48=138 |  |  |
| Emili & Mads     | 4  | 15 | 26 | 41 | 29 | 32 | 38 | 70 | 43 | 43 | 48 | 43+43=86 | 50+5=55 | 49+48=97 |              |  |  |
| Sara & Morten    | 5  | 17 | 20 | 37 | 20 | 32 | 28 | 60 | 33 | 35 | 39 | 39+41=80 | 44+3=47 |          |              |  |  |
| Hilda & Michael  | 6  | 14 | 17 | 31 | 17 | 23 | 26 | 49 | 29 | 26 | 38 | 29+41=70 |         |          |              |  |  |
| Wafande & Mie    | 7  | 14 | 17 | 31 | 23 | 22 | 31 | 53 | 26 | 30 | 34 |          |         |          |              |  |  |
| Janus & Karina   | 8  | 11 | 20 | 31 | 25 | 35 | 34 | 69 | —  | 35 | —  |          |         |          |              |  |  |
| Faustix & Asta   | 9  | 10 | 11 | 21 | 22 | 18 | 18 | 36 | 31 | 27 |    |          |         |          |              |  |  |
| Vicky & Martin   | 10 | 5  | 11 | 16 | 10 | 16 | 16 | 32 |    |    |    |          |         |          |              |  |  |
| Kristian & Mille | 11 | 15 | 19 | 34 | 18 |    |    |    |    |    |    |          |         |          |              |  |  |
| Lars & Malene    | 12 | 13 | 12 | 25 |    |    |    |    |    |    |    |          |         |          |              |  |  |

Nøgle
     indikerer parret, der fik førstepladsen
     indikerer parret, der fik andenpladsen
     indikerer parret, der fik tredjepladsen
     indikerer parret, der var i omdans, men gik videre
     indikerer parret, der udgik
     indikerer det første par, der blev stemt ud
     indikerer parret, der er fredet i denne episode.
Grønne tal indikerer de højeste point for hver uge
Røde tal indikerer de laveste point for hver uge

### Gennemsnit
| Plads ift. gennemsnit | Plads | Par              | Total | Antal danse | Gennemsnit |
| --------------------- | ----- | ---------------- | ----- | ----------- | ---------- |
| 1                     | 1     | Merete & Thomas  | 646   | 16          | 40.4       |
| 2                     | 4     | Emili & Mads     | 507   | 13          | 39.0       |
| 3                     | 3     | Nukâka & Silas   | 562   | 15          | 37.5       |
| 4                     | 2     | Albert & Jenna   | 540   | 16          | 33.8       |
| 5                     | 5     | Sara & Morten    | 348   | 11          | 31.6       |
| 6                     | 8     | Janus & Karina   | 160   | 6           | 26.7       |
| 7                     | 6     | Hilda & Michael  | 260   | 10          | 26.0       |
| 8                     | 7     | Wafande & Mie    | 197   | 8           | 24.6       |
| 9                     | 9     | Faustix & Asta   | 147   | 7           | 21.0       |
| 10                    | 11    | Kristian & Mille | 52    | 3           | 17.3       |
| 11                    | 12    | Lars & Malene    | 25    | 2           | 12.5       |
| 12                    | 10    | Vicky & Martin   | 58    | 5           | 11.6       |

## Danse og sange

### Uge 1: Premiere
| Nummer | Par              | Dans        | Musik                                          | Laxholm | Hübbe | Bendixen | Werner | Eihilt | Point |
| ------ | ---------------- | ----------- | ---------------------------------------------- | ------- | ----- | -------- | ------ | ------ | ----- |
| 1      | Wafande & Mie    | Cha-cha-cha | I Heard It Through the Grapevine — Marvin Gaye | 3       | 3     | 3        | 2      | 3      | 14    |
| 2      | Albert & Jenna   | Tango       | Sun of a Gun — Oh Land                         | 2       | 2     | 2        | 3      | 3      | 12    |
| 3      | Janus & Karina   | Wienervals  | Before I Cry — Lady Gaga                       | 2       | 2     | 3        | 2      | 2      | 11    |
| 4      | Vicky & Martin   | Jive        | I'm a Believer — Smash Mouth                   | 1       | 1     | 1        | 1      | 1      | 5     |
| 5      | Nukâka & Silas   | Vals        | High Above — India Arie                        | 3       | 3     | 4        | 3      | 4      | 17    |
| 6      | Lars & Malene    | Pasodoble   | Black Skinhead — Kanye West                    | 3       | 2     | 3        | 2      | 3      | 13    |
| 7      | Emili & Mads     | Wienervals  | Joke's on You — Charlotte Lawrence             | 3       | 3     | 2        | 4      | 3      | 15    |
| 8      | Merete & Thomas  | Tango       | Power Over Me — Dermot Kennedy                 | 4       | 4     | 4        | 3      | 4      | 19    |
| 9      | Kristian & Mille | Jive        | Reet Petite — Jackie Wilson                    | 3       | 3     | 3        | 3      | 3      | 15    |
| 10     | Hilda & Michael  | Cha-cha-cha | What a Man Gotta Do — Jonas Brothers           | 3       | 3     | 3        | 2      | 3      | 14    |
| 11     | Faustix & Asta   | Vals        | Dive — Ed Sheeran                              | 2       | 2     | 2        | 2      | 2      | 10    |
| 12     | Sara & Morten    | Pasodoble   | Wicked Ones — Dorothy                          | 3       | 3     | 4        | 3      | 4      | 17    |

### Uge 2
| Nummer | Par              | Dans        | Musik                                        | Laxholm | Hübbe | Bendixen | Werner | Eihilt | Point | Resultat |
| ------ | ---------------- | ----------- | -------------------------------------------- | ------- | ----- | -------- | ------ | ------ | ----- | -------- |
| 1      | Nukâka & Silas   | Jive        | Stuff Like That There — Bette Midler         | 4       | 4     | 5        | 3      | 4      | 20    | Videre   |
| 2      | Kristian & Mille | Tango       | One Night Only — Jennifer Hudson             | 3       | 4     | 4        | 4      | 4      | 19    | Videre   |
| 3      | Hilda & Michael  | Vals        | Three Time a Lady — The Commodores           | 3       | 3     | 3        | 5      | 3      | 17    | Videre   |
| 4      | Faustix & Asta   | Jive        | Dance with Me Tonight — Olly Murs            | 2       | 2     | 3        | 2      | 2      | 11    | Videre   |
| 5      | Emili & Mads     | Pasodoble   | Smooth Criminal — Michael Jackson            | 5       | 5     | 5        | 6      | 5      | 26    | Videre   |
| 6      | Wafande & Mie    | Vals        | Open Arms — Mariah Carey                     | 4       | 3     | 3        | 4      | 3      | 17    | Videre   |
| 7      | Sara & Morten    | Quickstep   | Fish Out of Water — Leo Soul                 | 4       | 3     | 5        | 3      | 5      | 20    | Videre   |
| 8      | Vicky & Martin   | Tango       | Can’t Get You Out of My Head — Kylie Minogue | 2       | 1     | 3        | 2      | 3      | 11    | Omdans   |
| 9      | Janus & Karina   | Pasodoble   | Silverflame — Dizzy Mizz Lizzy               | 4       | 4     | 4        | 3      | 5      | 20    | Videre   |
| 10     | Merete & Thomas  | Cha-cha-cha | Walking on Broken Glass — Annie Lennox       | 5       | 5     | 4        | 6      | 5      | 25    | Videre   |
| 11     | Lars & Malene    | Quickstep   | Crazy in Love — Beyonce & Jay Z              | 2       | 2     | 3        | 3      | 2      | 12    | Ude      |
| 12     | Albert & Jenna   | Cha-cha-cha | Don't Start Now — Dua Lipa                   | 3       | 4     | 4        | 4      | 4      | 19    | Videre   |

### Uge 3
| Nummer | Par              | Dans         | Musik                                          | Laxholm | Hübbe | Bendixen | Werner | Eihilt | Point | Resultat |
| ------ | ---------------- | ------------ | ---------------------------------------------- | ------- | ----- | -------- | ------ | ------ | ----- | -------- |
| 1      | Hilda & Michael  | Pasodoble    | Eviva Espana - Elisabeth Edberg                | 4       | 3     | 3        | 4      | 3      | 17    | Videre   |
| 2      | Sara & Morten    | Jive         | Feel It Still - Portugal. The Man              | 4       | 4     | 4        | 4      | 4      | 20    | Omdans   |
| 3      | Albert & Jenna   | Wienervals   | Stuck With You - Ariana Grande & Justin Bieber | 4       | 4     | 4        | 5      | 4      | 21    | Videre   |
| 4      | Kristian & Mille | Cha-cha-cha  | Daddy Cool - Boney M                           | 4       | 3     | 3        | 4      | 4      | 18    | Ude      |
| 5      | Faustix & Asta   | Street       | Take You Dancing - Jason Derulo                | 4       | 4     | 4        | 4      | 6      | 22    | Videre   |
| 6      | Merete & Thomas  | Wienervals   | Once Upon A December - Liz Callaway            | 5       | 5     | 5        | 6      | 5      | 26    | Videre   |
| 7      | Janus & Karina   | Tango        | Moderation - Florence and the Machine          | 5       | 5     | 5        | 4      | 6      | 25    | Videre   |
| 8      | Wafande & Mie    | Pasodoble    | Natural - Imagine Dragons                      | 5       | 5     | 5        | 4      | 4      | 23    | Videre   |
| 9      | Nukâka & Silas   | Moderne dans | Try - Colbie Caillat                           | 6       | 5     | 7        | 8      | 7      | 33    | Videre   |
| 10     | Vicky & Martin   | Cha-cha-cha  | Teach Me Tiger - April Stevens                 | 2       | 2     | 2        | 2      | 2      | 10    | Videre   |
| 11     | Emili & Mads     | Tango        | Teeth - 5 Seconds of Summer                    | 6       | 6     | 6        | 6      | 5      | 29    | Videre   |

### Uge 4: Knæk Cancer
| Nummer | Par             | Dans         | Musik                                   | Laxholm | Hübbe | Bendixen | Werner | Eihilt | Point |
| ------ | --------------- | ------------ | --------------------------------------- | ------- | ----- | -------- | ------ | ------ | ----- |
| 1      | Emili & Mads    | Cha-cha-cha  | Break My Heart - Dua Lipa               | 6       | 7     | 6        | 7      | 6      | 32    |
| 2      | Merete & Thomas | Moderne dans | Fall On Me - Christina Aguilera         | 7       | 5     | 6        | 7      | 6      | 31    |
| 3      | Wafande & Mie   | Slowfox      | Nær - Oh Land                           | 4       | 4     | 4        | 5      | 5      | 22    |
| 4      | Albert & Jenna  | Show dans    | Happy - Derek Martin                    | 6       | 6     | 5        | 6      | 6      | 29    |
| 5      | Sara & Morten   | Tango        | Come Back Home - Calum Scott            | 7       | 6     | 5        | 8      | 6      | 32    |
| 6      | Hilda & Michael | Slowfox      | I Wont Dance - Lady Gaga & Tony Bennett | 5       | 5     | 5        | 4      | 4      | 23    |
| 7      | Faustix & Asta  | Rumba        | Sweet Child O Mine - Guns N' Roses      | 3       | 3     | 4        | 4      | 4      | 18    |
| 8      | Vicky & Martin  | Quickstep    | Vær Vor Gæst - Preben Kristensen        | 3       | 3     | 3        | 3      | 4      | 16    |
| 9      | Nukâka & Silas  | Rumba        | September - Earth, Wind & Fire          | 6       | 6     | 8        | 6      | 7      | 33    |
| 10     | Janus & Karina  | Cha-cha-cha  | U Cant Touch This - MC Hammer           | 6       | 7     | 6        | 8      | 8      | 35    |

- I denne uge var der ingen omdans, og alle par gik således videre til uge 6.

#### Knæk cancer-par
Susanne Ulk og René Christensen danser vals til 'Josephine', som Teitur spiller live.
Mie Gromada Thomsen og Marc Christensen skal danse Cha-cha-cha til 'I Wanna Be Dancing', der spilles live af Drew.
Janni Møller Thomsen og Esbern Syhler-Hansen skal danse en rumba til 'Roses' spillet live af Elias Boussnina.
Selvom Mie & Marc vandt dommernes afstemning, fik Janni & Esbern flest seerstemmer, dermed tæller de som vindere af konkurrencen.
| Nummer | Par             | Dans        | Musik                              | Laxholm | Hübbe | Bendixen | Werner | Eihilt | Point | Resultat |
| ------ | --------------- | ----------- | ---------------------------------- | ------- | ----- | -------- | ------ | ------ | ----- | -------- |
| 1      | Susanne og René | Vals        | Josephine - Teitur                 | 7       | 7     | 7        | 7      | 7      | 35    | 2        |
| 2      | Mie og Marc     | Cha-Cha-Cha | I Wanna Be Dancing - Drew Sycamore | 7       | 8     | 7        | 8      | 7      | 37    | 1        |
| 3      | Janni og Esbern | Rumba       | Roses - Elias Boussnina            | 6       | 7     | 7        | 6      | 6      | 32    | 3        |

### Uge 5: Halloween
| Nummer | Par             | Dans     | Musik                                       | Laxholm | Hübbe | Bendixen | Werner | Eihilt | Point | Resultat |
| ------ | --------------- | -------- | ------------------------------------------- | ------- | ----- | -------- | ------ | ------ | ----- | -------- |
| 1      | Albert & Jenna  | Slowfox  | Demons - Jasmin Thompson                    | 3       | 3     | 4        | 3      | 4      | 17    | Videre   |
| 2      | Sara & Morten   | Samba    | Scream - Michael Jackson & Janet Jackson    | 5       | 5     | 5        | 7      | 6      | 28    | Videre   |
| 3      | Nukâka & Silas  | Tango    | Sweet Transvestite - Tim Curry              | 5       | 5     | 6        | 4      | 6      | 26    | Videre   |
| 4      | Vicky & Martin  | Rumba    | Bleeding Love - Leona Lewis                 | 4       | 3     | 2        | 3      | 4      | 16    | Ude      |
| 5      | Hilda & Michael | Showdans | Ghostbusters - Ray Parker                   | 5       | 5     | 5        | 5      | 6      | 26    | Videre   |
| 6      | Janus & Karina  | Vals     | Dark Waltz - Hayley Wastenra                | 6       | 6     | 7        | 8      | 7      | 34    | Videre   |
| 7      | Faustix & Asta  | Tango    | Game Of Survival - Ruelle                   | 3       | 4     | 4        | 3      | 4      | 18    | Videre   |
| 8      | Emili & Mads    | Vals     | Waltz Of The Marionettes - Dark Waltz Music | 7       | 7     | 8        | 9      | 7      | 38    | Videre   |
| 9      | Wafande & Mie   | Street   | Thriller - Michael Jackson                  | 6       | 6     | 7        | 6      | 6      | 31    | Omdans   |
| 10     | Merete & Thomas | Slowfox  | The Adams Family - Vic Mizzy                | 7       | 7     | 7        | 8      | 8      | 37    | Videre   |

### Uge 6
| Nummer | Par             | Dans      | Musik                                       | Laxholm | Hübbe | Bendixen | Werner | Eihilt | Point |
| ------ | --------------- | --------- | ------------------------------------------- | ------- | ----- | -------- | ------ | ------ | ----- |
| 1      | Merete & Thomas | Rumba     | Versace On The Floor - Bruno Mars           | 7       | 7     | 8        | 6      | 7      | 35    |
| 2      | Wafande & Mie   | Tango     | Danmark - Gnags                             | 5       | 5     | 6        | 4      | 6      | 26    |
| 3      | Faustix & Asta  | Pasodoble | Im Coming Home                              | 6       | 5     | 6        | 7      | 7      | 31    |
| 4      | Sara & Morten   | Slowfox   | Når Jeg Bliver Gammel - Ida Corr            | 6       | 6     | 7        | 6      | 8      | 33    |
| 5      | Albert & Jenna  | Rumba     | Slow Dancing in a Burning Room - John Mayer | 6       | 6     | 7        | 8      | 7      | 34    |
| 6      | Emili & Mads    | Quickstep | A Little Party Never Killed Nobody - Fergie | 8       | 8     | 9        | 10     | 8      | 43    |
| 7      | Hilda & Michael | Tango     | Hernandos Hideaway - Archie Bleyer          | 6       | 6     | 6        | 5      | 6      | 29    |

- I denne uge blev ingen par stemt ud. To af parrene ufgik af aftenens program på grund af coronavirus-pandemien.

### Uge 7
| Nummer | Par             | Dans         | Musik                                     | Laxholm | Hübbe | Bendixen | Werner | Eihilt | Point | Resultat |
| ------ | --------------- | ------------ | ----------------------------------------- | ------- | ----- | -------- | ------ | ------ | ----- | -------- |
| 1      | Janus & Karina  | Moderne dans | What You Wish For - Alex Vargas           | 7       | 6     | 7        | 6      | 9      | 35    | Videre   |
| 2      | Hilda & Michael | Samba        | Copacabana - Barry Manilow                | 5       | 5     | 5        | 6      | 5      | 26    | Videre   |
| 3      | Albert & Jenna  | Quickstep    | Mr. Pinstripe Suit - Big Bad Voodoo Daddy | 6       | 6     | 6        | 4      | 6      | 28    | Videre   |
| 4      | Sara & Morten   | Cha-cha-cha  | Føler Mig Selv 100 - Andreas Odbjerg      | 7       | 6     | 7        | 8      | 7      | 35    | Videre   |
| 5      | Faustix & Asta  | Slowfox      | Everything - Michael Buble                | 5       | 5     | 5        | 6      | 6      | 27    | Ude      |
| 6      | Emili & Mads    | Showdans     | Run The World - Beyonce Knowles           | 8       | 8     | 8        | 10     | 9      | 43    | Videre   |
| 7      | Merete & Thomas | Quickstep    | That Man - Caro Emerald                   | 9       | 9     | 9        | 9      | 9      | 45    | Videre   |
| 8      | Wafande & Mie   | Samba        | Own It - Stormzy, Ed Sheeran & Burna Boy  | 6       | 6     | 6        | 6      | 6      | 30    | Omdans   |
| 9      | Nukâka & Silas  | Slowfox      | Seventeen - Kwamie Liv                    | 5       | 6     | 8        | 8      | 8      | 35    | Videre   |

### Uge 8: Cirkus
| Nummer | Par             | Dans      | Musik                                            | Laxholm | Hübbe | Bendixen | Werner | Eihilt | Point | Resultat |
| ------ | --------------- | --------- | ------------------------------------------------ | ------- | ----- | -------- | ------ | ------ | ----- | -------- |
| 1      | Sara & Morten   | Showdans  | Hurts - Emeli Sande                              | 7       | 8     | 7        | 8      | 9      | 39    | Omdans   |
| 2      | Emili & Mads    | Jive      | Such A Night - Michael Buble                     | 10      | 10    | 9        | 10     | 9      | 48    | Videre   |
| 3      | Albert & Jenna  | Pasodoble | Gallito - Orquesta Latina Luz y Mar              | 7       | 7     | 7        | 8      | 7      | 36    | Videre   |
| 4      | Wafande & Mie   | Quickstep | Hey Pachuco - Royal Crown Revue                  | 7       | 7     | 6        | 7      | 7      | 34    | Ude      |
| 5      | Nukâka & Silas  | Samba     | Samba Vocalizado - Luciano Perrone               | 8       | 8     | 10       | 10     | 10     | 46    | Videre   |
| 6      | Merete & Thomas | Pasodoble | Red - Jesse Cook                                 | 9       | 9     | 10       | 10     | 9      | 47    | Videre   |
| 7      | Hilda & Michael | Quickstep | The Muppet Show – Ballroom Orchestra and Singers | 7       | 8     | 8        | 8      | 7      | 38    | Videre   |

- Janus og Karina udgik fra resten af sæsonen grundet en skade

### Uge 9
| Nummer | Par                                             | Dans       | Musik                                                | Laxholm | Hübbe | Bendixen | Werner | Eihilt | Point | Resultat |
| ------ | ----------------------------------------------- | ---------- | ---------------------------------------------------- | ------- | ----- | -------- | ------ | ------ | ----- | -------- |
| 1      | Hilda & Michael                                 | Jive       | Gode Gamle Fru Olsen - Rock Nalle                    | 5       | 5     | 6        | 7      | 6      | 29    | Ude      |
| 2      | Merete & Thomas                                 | Vals       | What The World Needs Now - Dionne Warwick            | 9       | 9     | 9        | 10     | 10     | 47    | Videre   |
| 3      | Sara & Morten                                   | Rumba      | Dancing With A Stranger - Sam Smith & Normani Kordei | 8       | 8     | 8        | 7      | 8      | 39    | Videre   |
| 4      | Nukâka & Silas                                  | Wienervals | Nudes - Jada                                         | 7       | 7     | 8        | 8      | 8      | 38    | Videre   |
| 5      | Albert & Jenna                                  | Vals       | What Would It Take - Anderson East                   | 7       | 7     | 7        | 6      | 7      | 36    | Videre   |
| 6      | Emili & Mads                                    | Slowfox    | A Whole New World - Lea Salonga & Brad Kane          | 8       | 8     | 8        | 10     | 9      | 43    | Omdans   |
| 1      | Hilda & Michael, Merete & Thomas, Sara & Morten | Holddans   | Liquid Spirit - Gregory Porter                       | 8       | 8     | 9        | 8      | 8      | 41    | Taber    |
| 2      | Nukâka & Silas, Albert & Jenna, Emili & Mads    | Holddans   | Move On Up - Curtis Mayfield                         | 8       | 8     | 10       | 9      | 8      | 43    | Vinder   |

### Uge 10: Kvartfinale og juletema
| Nummer | Par             | Dans                    | Musik                                                         | Laxholm | Hübbe | Bendixen | Werner | Eihilt | Point | Resultat |
| ------ | --------------- | ----------------------- | ------------------------------------------------------------- | ------- | ----- | -------- | ------ | ------ | ----- | -------- |
| 1      | Merete & Thomas | Jive                    | All I Want For Christmas - Mariah Carey                       | 9       | 9     | 9        | 9      | 9      | 45    | Videre   |
| 2      | Emili & Mads    | Rumba                   | Let Love Be Love - S.O.A.P., Christina Undhjem, Juice & Remee | 10      | 10    | 10       | 10     | 10     | 50    | Videre   |
| 3      | Sara & Morten   | Wienervals              | One I’ve Been Missing - Little Mix                            | 9       | 9     | 9        | 8      | 9      | 44    | Ude      |
| 4      | Nukâka & Silas  | Cha-cha-cha             | Jingle Bells - Frank Sinatra                                  | 10      | 9     | 9        | 9      | 10     | 47    | Videre   |
| 5      | Albert & Jenna  | Jive                    | Rockin Around The Christmas Tree - Mel & Kim                  | 8       | 9     | 8        | 9      | 8      | 42    | Omdans   |
| —      | Merete & Thomas | Maratondans - Lindy Hop |                                                               | —       | —     | —        | —      | —      | 4     | -        |
| —      | Emili & Mads    | Maratondans - Lindy Hop | —                                                             | —       | —     | —        | —      | 5      |       | -        |
| —      | Sara & Morten   | Maratondans - Lindy Hop | —                                                             | —       | —     | —        | —      | 3      |       | -        |
| —      | Nukâka & Silas  | Maratondans - Lindy Hop | —                                                             | —       | —     | —        | —      | 1      |       | -        |
| —      | Albert & Jenna  | Maratondans - Lindy Hop | —                                                             | —       | —     | —        | —      | 2      |       | -        |

### Uge 11: Semifinale
| Nummer | Par             | Dans             | Musik                                             | Laxholm | Hübbe | Bendixen | Werner | Eihilt | Point | Resultat |
| ------ | --------------- | ---------------- | ------------------------------------------------- | ------- | ----- | -------- | ------ | ------ | ----- | -------- |
| 1      | Emili & Mads    | Samba            | Rebelado                                          | 9       | 10    | 10       | 10     | 10     | 49    | Ude      |
| 1      | Emili & Mads    | Argentinsk tango |                                                   | 10      | 10    | 9        | 10     | 9      | 48    | Ude      |
| 2      | Nukâka & Silas  | Quickstep        | Money Makes The World - Liza Minnelli & Joel Grey | 8       | 8     | 9        | 8      | 8      | 41    | Videre   |
| 2      | Nukâka & Silas  | Argentinsk tango |                                                   | 9       | 9     | 10       | 9      | 10     | 47    | Videre   |
| 3      | Albert & Jenna  | Samba            | Conga - Gloria Estefan                            | 9       | 9     | 8        | 10     | 9      | 45    | Videre   |
| 3      | Albert & Jenna  | Argentinsk tango |                                                   | 8       | 9     | 7        | 9      | 8      | 41    | Videre   |
| 4      | Merete & Thomas | Samba            | Hot Hot Hot                                       | 10      | 10    | 10       | 10     | 10     | 50    | Videre   |
| 4      | Merete & Thomas | Argentinsk tango |                                                   | 10      | 10    | 9        | 10     | 10     | 49    | Videre   |

- I denne uge er der ingen omdans.

### Uge 12: Finale
| Nummer | Par             | Dans             | Musik                                                                                                  | Laxholm | Hübbe | Bendixen | Werner | Eihilt | Point | Resultat      |
| ------ | --------------- | ---------------- | --- | ------- | ----- | -------- | ------ | ------ | ----- | ------------- |
| 1      | Albert & Jenna  | Tango            | Love Runs Out - OneRepublic                                                                            | 8       | 9     | 8        | 9      | 9      | 43    | Andenpladsen  |
| 1      | Albert & Jenna  | Moderne showdans | I’m Goin’ Down - Mary J. Blige                                                                         | 9       | 9     | 9        | 10     | 9      | 46    | Andenpladsen  |
| 1      | Albert & Jenna  | Freestyle        | Can’t Help Falling In Love - Haley Reinhart og By Your Side (Klischée Remix) - Klischée og Tim Freitag | 10      | 10    | 10       | 10     | 10     | 50    | Andenpladsen  |
| 2      | Merete & Thomas | Tango            | Power over me - Dermot Kennedy                                                                         | 10      | 10    | 10       | 10     | 10     | 50    | Vinder        |
| 2      | Merete & Thomas | Moderne showdans | I’m Goin’ Down - Mary J. Blige                                                                         | 10      | 10    | 10       | 10     | 10     | 50    | Vinder        |
| 2      | Merete & Thomas | Freestyle        | Glemmer du i Paprika Sten-versionen og Happy af Pharrell Williams                                      | 10      | 10    | 10       | 10     | 9      | 49    | Vinder        |
| 3      | Nukâka & Silas  | Vals             | High Above - India. Arie                                                                               | 9       | 9     | 10       | 8      | 10     | 46    | tredjepladsen |
| 3      | Nukâka & Silas  | Moderne showdans | I’m Goin’ Down - Mary J. Blige                                                                         | 8       | 8     | 10       | 8      | 10     | 44    | tredjepladsen |
| 3      | Nukâka & Silas  | Freestyle        | Bang Bang - Nancy Sinatra                                                                              | 9       | 9     | 10       | 10     | 10     | 48    | tredjepladsen |